# Nachts, wenn der Teufel kam
Nachts, wenn der Teufel kam is een West-Duitse misdaadfilm uit 1957 onder regie van Robert Siodmak. De film is gebaseerd op het waargebeurde verhaal van Bruno Lüdke.

## Verhaal
Tijdens de Tweede Wereldoorlog wordt Duitsland opgeschrikt door een reeks moorden. De autoriteiten arresteren de zwakbegaafde Bruno Lüdke, die duidelijk onschuldig is. Een onderzoeker gaat op zoek naar de echte moordenaar, maar wordt gedwarsboomd door de Gestapo.

## Rolverdeling
| Acteur             | Personage                |
| ------------------ | ------------------------ |
| Claus Holm         | Commissaris Axel Kersten |
| Mario Adorf        | Bruno Lüdke              |
| Hannes Messemer    | SS-commandant Rossdorf   |
| Peter Carsten      | Mollwitz                 |
| Karl Lange         | Majoor Thomas Wollenberg |
| Werner Peters      | Willi Keun               |
| Annemarie Düringer | Helga Hornung            |
| Monika John        | Lucy Hansen              |
| Rose Schäfer       | Anna Hohmann             |